# Tmesisternus elvirae
Tmesisternus elvirae là một loài bọ cánh cứng trong họ Cerambycidae.